# Claude Abbes
Claude Abbes (ur. 24 maja 1927 w Faugères, zm. 11 kwietnia 2008 tamże) – francuski piłkarz, bramkarz. Brązowy medalista MŚ 58.
Claude Abbes był piłkarzem AS Béziers (1951–1952). Przez dekadę bronił barw AS Saint-Étienne (1952–1962) W 1957 został mistrzem Francji, a w 1962 triumfował w krajowym pucharze. W reprezentacji Francji zagrał 9 razy. Debiutował 27 października 1957 w meczu z Belgią, ostatni raz zagrał rok później. Znajdował się w kadrze na MŚ 54, podczas MŚ 58 wystąpił w 4 spotkaniach – po dwóch pierwszych meczach Francji w turnieju zastąpił w bramce François Remettera.